# Parco nazionale di Perämeri
Il parco nazionale di Perämeri (Perämeren kansallispuisto in finlandese, Bottenvikens nationalpark in svedese, letteralmente "Parco nazionale della Baia di Botnia") è un parco nazionale della Finlandia, nella Provincia della Lapponia. È stato istituito nel 1991 e occupa una superficie di 157 km².